# Black Holes
Black Holes is het debuutalbum van de Canadese rockband The Blue Stones. Het album werd uitgebracht op 20 oktober 2015. Het album werd op 26 oktober 2018 opnieuw uitgebracht onder het label Entertainment One.

## Tracklist
| Nr.          | Titel                        | Duur  |
| ------------ | ---------------------------- | ----- |
| 1.           | "Airlock"                    | 0:56  |
| 2.           | "The Drop"                   | 3:40  |
| 3.           | "Black Holes (Solid Ground)" | 3:06  |
| 4.           | "The Hard Part"              | 3:44  |
| 5.           | "Be My Fire"                 | 3:13  |
| 6.           | "Lay"                        | 3:28  |
| 7.           | "Rolling with the Punches"   | 3:21  |
| 8.           | "Little Brother"             | 2:51  |
| 9.           | "Midnight"                   | 3:48  |
| 10.          | "Orbit"                      | 0:48  |
| 11.          | "Magic"                      | 4:14  |
| Totale duur: | Totale duur:                 | 33:09 |

## Medewerkers
- The Blue Stones - componist, liner notes, producer
- Ian Blurton - ingenieur, producent
- Eric Boulanger - mastering
- Adam Hawkins - mixing
- Dave Houle - artwork
- Brett Humber - ingenieur, producent
- Joseph McCarthy - package layout
- George Cappellini Jr. -  A&R
- Eddie Laureno - A&R